# Диметпрамид
Диметпрамид (Dimethpramidum). 5-Нитро-4-диметиламино-2-метокси-N-(2-диэтиламино-этил)-бензамида гидрохлорид.

## Общая информация
По структуре и механизму действия близок к сульпириду и метоклопрамиду.
Оказывает противорвотное действие и применяется для предупреждения и купирования тошноты и рвоты в послеоперационном периоде, при лучевом лечении и химиотерапии онкологических больных и др.
Назначают внутрь (до еды) по 0,02 г 2-3 раза в сутки; внутримышечно — по 1 мл 2 % раствора 2-3 раза в сутки.
Высшие дозы: при приёме внутрь 0,1 г в сутки, при внутримышечном введении 5 мл 2 % раствора (то есть 0,1 г) в сутки.
В сочетании с сиднокарбом выпускался в виде таблеток, покрытых оболочкой жёлтого цвета, под названием «Диметкарб» (Dimetcarbum). Он входил в состав поздних аптечек АИ-2 вместо этаперазина (перфеназина).  Применялся в качестве противорвотного средства по 1 таблетке 3-4 раза в день.
Хранение: список Б.
В сочетании с кофеином и эфедрином диметпрамид выпускался в виде водного раствора (ярко-оранжевого цвета) под названием «Диксафен» (Dixaphenum).
Вводится внутримышечно. Оказывает противорвотное действие и стимулирует сердечно-сосудистую систему.
В настоящее время (октябрь 2015 года) не зарегистрирован на территории РФ и не входит в Государственный реестр лекарственных средств.

## Форма выпуска
Формы выпуска выпускавшегося ранее препарата: таблетки по 0,02 г (20 мг); 2 % раствор в ампулах по 1 мл (20 мг).